# Saison 2021-2022 du Lyon olympique universitaire
Cette page présente la saison 2021-2022 du Lyon olympique universitaire en Top 14 et en Challenge européen.

## Entraîneurs
- Pierre Mignoni (manager sportif)
- Julien Puricelli (avants)
- David Attoub (mêlée)
- Richie Gray
- Kendrick Lynn (trois-quarts)
- Gérald Gambetta (team manager)

## Effectif
| Nom                    | Poste            | Naissance          | Nationalité sportive | International | Dernier club          | Arrivée au club (année) |
| ---------------------- | ---------------- | ------------------ | -------------------- | ------------- | --------------------- | ----------------------- |
| Francisco Gomez Kodela | Pilier           | 3 juillet 1985     | Argentine            |               | Union Bordeaux Bègles | 2016                    |
| Hamza Kaabeche         | Pilier           | 23 septembre 1996  | France               | -             | Formé au club         | 2016                    |
| Xavier Chiocci         | Pilier           | 13 février 1990    | France               |               | RC Toulon             | 2019                    |
| Vivien Devisme         | Pilier           | 23 mars 1992       | France               | -             | CA Brive              | 2019                    |
| Demba Bamba            | Pilier           | 17 mars 1998       | France               |               | CA Brive              | 2019                    |
| Sébastien Taofifénua   | Pilier           | 21 mars 1992       | France               |               | RC Toulon             | 2021                    |
| Jérôme Rey             | Pilier           | 19 mai 1995        | France               | -             | FC Grenoble           | 2021                    |
| Mickaël Ivaldi         | Talonneur        | 20 février 1990    | France               | -             | Montpellier HR        | 2016                    |
| Joe Taufete'e          | Talonneur        | 4 octobre 1992     | États-Unis           |               | Worcester Warriors    | 2020                    |
| Guillaume Marchand     | Talonneur        | 5 juin 1998        | France               | -             | Stade toulousain      | 2021                    |
| Killian Géraci         | Deuxième ligne   | 25 mars 1999       | France               |               | FC Grenoble           | 2019                    |
| Félix Lambey           | Deuxième ligne   | 15 mars 1994       | France               |               | AS Béziers            | 2016                    |
| Temo Mayanavanua       | Deuxième ligne   | 9 novembre 1997    | Fidji                |               | Northland             | 2020                    |
| Romain Taofifénua      | Deuxième ligne   | 14 septembre 1990  | France               |               | RC Toulon             | 2021                    |
| Dylan Cretin           | Troisième ligne  | 4 mai 1997         | France               |               | Formé au club         | 2016                    |
| Patrick Sobela         | Troisième ligne  | 12 août 1992       | France               | -             | US Oyonnax            | 2018                    |
| Loann Goujon           | Troisième ligne  | 23 avril 1989      | France               |               | Union Bordeaux Bègles | 2018                    |
| Mathieu Bastareaud     | Troisième ligne  | 17 septembre 1988  | France               |               | Rugby United New York | 2020                    |
| Colby Fainga'a         | Troisième ligne  | 31 mars 1991       | Australie            | -             | Connacht Rugby        | 2020                    |
| Jordan Taufua          | Troisième ligne  | 29 janvier 1992    | Nouvelle-Zélande     | -             | Leicester Tigers      | 2021                    |
| Beka Saghinadze        | Troisième ligne  | 29 octobre 1998    | Géorgie              |               | Stade aurillacois     | 2021                    |
| Baptiste Couilloud     | Demi de mêlée    | 22 juillet 1997    | France               |               | Formé au club         | 2014                    |
| Jonathan Pélissié      | Demi de mêlée    | 6 juin 1988        | France               |               | RC Toulon             | 2017                    |
| Jean-Marc Doussain     | Demi d'ouverture | 12 février 1991    | France               |               | Stade toulousain      | 2018                    |
| Léo Berdeu             | Demi d'ouverture | 13 juin 1998       | France               | -             | SU Agen               | 2020                    |
| Lima Sopoaga           | Demi d'ouverture | 3 février 1991     | Nouvelle-Zélande     |               | Wasps                 | 2021                    |
| Thibaut Regard         | Centre           | 6 août 1993        | France               | -             | Formé au club         | 2011                    |
| Pierre-Louis Barassi   | Centre           | 22 avril 1998      | France               |               | RC Narbonne           | 2016                    |
| Ethan Dumortier        | Centre           | 29 décembre 2000   | France               | -             | CS Bourgoin-Jallieu   | 2017                    |
| Charlie Ngatai         | Centre           | 17 août 1990       | Nouvelle-Zélande     |               | Chiefs                | 2018                    |
| Xavier Mignot          | Ailier           | 27 janvier 1994    | France               |               | FC Grenoble           | 2017                    |
| Noa Nakaitaci          | Ailier           | 11 juillet 1990    | France               |               | ASM Clermont          | 2018                    |
| Davit Niniashvili      | Ailier           | 14 juillet 2002    | Géorgie              |               | Khvamli RC            | 2021                    |
| Josua Tuisova          | Ailier           | 4 février 1994     | Fidji                |               | RC Toulon             | 2019                    |
| Tavite Veredamu        | Ailier           | 1er septembre 1989 | France               | -             | France à sept         | 2021                    |
| Toby Arnold            | Arrière          | 11 septembre 1987  | Nouvelle-Zélande     | -             | Bay of Plenty RU      | 2013                    |
| Clément Laporte        | Arrière          | 7 janvier 1998     | France               | -             | SU Agen               | 2019                    |

‌

## Calendrier et résultats

### Top 14
| - Lyon OU - ASM Clermont : 28-19 - Section paloise - Lyon OU : 21-17 - Lyon OU - USA Perpignan : 47-3 - Racing 92 - Lyon OU : 24-20 - Lyon OU - Union Bordeaux Bègles : 15-20 - Biarritz olympique - Lyon OU : 5-40 - Lyon OU - Stade toulousain : 25-19 - Stade français - Lyon OU : 23-18 - Montpellier HR - Lyon OU : 30-8 - Lyon OU - Castres olympique : 30-23 - RC Toulon - Lyon OU : 19-13 - Lyon OU - CA Brive : 41-0 - Stade rochelais - Lyon OU : 25-3 | - ASM Clermont - Lyon OU : 25-16 - Lyon OU - Section paloise : 35-10 - USA Perpignan - Lyon OU : 23-28 - Lyon OU - Racing 92 : 37-35 - Union Bordeaux Bègles - Lyon OU : - Lyon OU - Biarritz olympique : 34-15 - Stade toulousain - Lyon OU : 27-19 - Lyon OU - Stade français : 26-22 - Lyon OU - Montpellier HR : - Castres olympique - Lyon OU : 19-17 - Lyon OU - RC Toulon : - CA Brive - Lyon OU : - Lyon OU - Stade rochelais : |

#### Classement Top 14
| Rang | Club                  | J  | V  | N | D  | Bo | Bd | Pm  | Pe  | Diff | Pts |
| ---- | --------------------- | -- | -- | - | -- | -- | -- | --- | --- | ---- | --- |
| 1    | Castres olympique     | 26 | 17 | 1 | 8  | 5  | 1  | 565 | 529 | +36  | 76  |
| 2    | Montpellier HR        | 26 | 15 | 2 | 9  | 4  | 6  | 619 | 503 | +116 | 74  |
| 3    | Union Bordeaux Bègles | 26 | 15 | 1 | 10 | 5  | 5  | 610 | 484 | +126 | 72  |
| 4    | Stade toulousain      | 26 | 15 | 0 | 11 | 6  | 5  | 638 | 432 | +206 | 71  |
| 5    | Stade rochelais       | 26 | 15 | 0 | 11 | 6  | 5  | 640 | 466 | +174 | 71  |
| 6    | Racing 92             | 26 | 16 | 0 | 10 | 4  | 2  | 661 | 568 | +93  | 70  |
| 7    | ASM Clermont          | 26 | 14 | 0 | 12 | 6  | 4  | 649 | 557 | +92  | 66  |
| 8    | RC Toulon             | 26 | 13 | 2 | 11 | 4  | 5  | 572 | 504 | +68  | 65  |
| 9    | Lyon OU               | 26 | 13 | 0 | 13 | 6  | 6  | 637 | 558 | +79  | 64  |
| 10   | Section paloise       | 26 | 11 | 1 | 14 | 1  | 3  | 568 | 664 | -96  | 50  |
| 11   | Stade français Paris  | 26 | 11 | 0 | 15 | 2  | 4  | 544 | 651 | -107 | 50  |
| 12   | CA Brive              | 26 | 9  | 1 | 16 | 4  | 4  | 453 | 631 | -178 | 46  |
| 13   | USA Perpignan P       | 26 | 9  | 0 | 17 | 2  | 5  | 491 | 664 | -173 | 43  |
| 14   | Biarritz olympique P  | 26 | 5  | 0 | 21 | 1  | 3  | 449 | 885 | -436 | 24  |

### Challenge européen
Dans la challenge européen, le Lyon OU fait partie de la poule B et est opposée aux français du USA Perpignan, aux anglais du Gloucester Rugby, aux gallois du Newport Dragons et aux Italiens des Benetton Rugby.
| - Lyon OU - Gloucester Rugby : 19-13 - Newport Dragons - Lyon OU : 28-41 - USA Perpignan - Lyon OU : 6-37 - Lyon - Benetton Rugby : 25-10 |

| Rang | Club             | J | V | N | D | Bo | Bd | Pm | Pe | Diff | Pts |
| ---- | ---------------- | - | - | - | - | -- | -- | -- | -- | ---- | --- |
| 1    | Lyon OU          | 3 | 3 | 0 | 0 | 2  | 0  | 97 | 47 | +50  | 14  |
| 2    | Gloucester Rugby | 2 | 1 | 0 | 1 | 1  | 1  | 44 | 23 | +21  | 6   |
| 3    | Benetton Trévise | 2 | 1 | 0 | 1 | 0  | 0  | 48 | 63 | -15  | 4   |
| 4    | USA Perpignan    | 2 | 1 | 0 | 1 | 0  | 0  | 28 | 53 | -25  | 4   |
| 5    | Dragons          | 3 | 0 | 0 | 3 | 0  | 1  | 53 | 86 | -33  | 1   |

## Statistiques

### Championnat de France
Meilleurs réalisateurs
| Rang | Joueur | Poste | Points | Essais | Transf. | Pén. | Drops |
| ---- | ------ | ----- | ------ | ------ | ------- | ---- | ----- |
| 1    | -      | -     | -      | -      | -       | -    | -     |
| 2    | -      | -     | -      | -      | -       | -    | -     |
| 3    | -      | -     | -      | -      | -       | -    | -     |

Meilleurs marqueurs
| Rang | Joueur | Poste | Essais |
| ---- | ------ | ----- | ------ |
| 1    | -      | -     | -      |
| 2    | -      | -     | -      |
| 3    | -      | -     | -      |
| 4    | -      | -     | -      |
| 5    | -      | -     | -      |

### Challenge européen
Meilleurs réalisateurs
| Rang | Joueur | Poste | Points | Essais | Transf. | Pén. | Drops |
| ---- | ------ | ----- | ------ | ------ | ------- | ---- | ----- |
| 1    | -      | -     | -      | -      | -       | -    | -     |
| 2    | -      | -     | -      | -      | -       | -    | -     |
| 3    | -      | -     | -      | -      | -       | -    | -     |

Meilleurs marqueurs
| Rang | Joueur | Poste | Essais |
| ---- | ------ | ----- | ------ |
| 1    | -      | -     | -      |
| 2    | -      | -     | -      |
| 3    | -      | -     | -      |
| 4    | -      | -     | -      |
| 5    | -      | -     | -      |